# 인천광역시교육청화도진도서관
인천광역시교육청화도진도서관(Incheon Metropolitan Office of Education Hwadojin Public Library)은 인천광역시 동구 화도진로 122에 있는 공공도서관이다. 1988년 10월 20일에 개관하였으며, 인천광역시교육청 산하 직속기관이다.

## 연혁
- 1988년 10월 20일 도서관개관
- 1993년 6월 1일 시각장애인실 확장 및 녹음실 설치
- 1999년 4월 1일 지역중심(중,동구,옹진지역) 평생학습관 지정
- 2000년 7월 15일 향토·개항자료 특화도서관 지정
- 2007년 11월 14일 인천 개항 자료전시관 오픈
- 2010년 10월 27일 향토·개항자료관 고서원문 DB 서비스 실시
- 2012년 6월 4일 전자책 스마트폰 서비스 실시
- 2014년 1월 9일 모바일 서비스 '리브로피아' 구축
- 2019년 7월 1일 인천광역시교육청공공도서관 상호대차서비스 시행

## 주요 사업
- 평생교육프로그램
- 독서문화 프로그램(도서관주간, 독서의 달, 어린이·청소년 독서교육, 인문학 강좌, 독서동아리 지원)
- 학교도서관 지원
- 자료대출서비스
- 365일 무인도서대출서비스 '스마트도서관'운영 및 무료택배대출서비스(장애인, 어르신 대상)
- 교육청소속 공공도서관간 상호대차서비스
- 관내 순회문고 서비스

## 시설 및 이용시간
- 일반자료실(3층) : 평일 09:00~20:00 / 주말 09:00~17:00
- 어린이자료실(1층) : 평일 09:00~18:00 / 주말 09:00~17:00
- 향토·개항문화자료관(1층) : 평일 09:00~18:00 / 주말 09:00~17:00
- 연속간행물실(2층) : 평일 09:00~18:00 / 주말 09:00~17:00
- 디지털자료실(3층) : 평일 09:00~18:00 / 주말 09:00~17:00
- 시각장애인실(1층) : 평일 09:00~18:00 / 주말 운영안함
- 열람실(2층) : 06:00~22:00

## 정기휴관일
휴관일은 매주 수요일과 관공서 공휴일이다.

## 같이 보기
- 화도진공원
- 화도진지 - 인천광역시 기념물 제2호